# أليكس سكوت (لاعب كرة قدم)
أليكس سكوت (بالإنجليزية: Alex Scott)‏ (29 أكتوبر 1913 بليفربول في المملكة المتحدة - 1962 في المملكة المتحدة) هو لاعب كرة قدم بريطاني (وحمل سابقاً جنسية المملكة المتحدة لبريطانيا العظمى وأيرلندا) في مركز حراسة المرمى. لعب مع نادي بيرنلي ونادي كرو ألكساندرا ونادي ليفربول ونادي والسول ووولفرهامبتون واندررز.